# Efecto isotópico
El efecto isotópico es observado en los materiales superconductores, y consiste en la variación de alguna de sus propiedades al emplear muestras constituidas por distintos isótopos. Por lo general las magnitudes que varían son la temperatura crítica, Tc, el campo magnético crítico, Hc, o la longitud de penetración, λ.
La cantidad que se ha estudiado con más detalle es la temperatura crítica, la cual en muchos casos disminuye según aumenta la raíz cuadrada de la masa atómica M de los átomos que forman la red, es decir, {\displaystyle T_{c}\ =k/{\sqrt {M}}} (donde k es una constante cualquiera).
Sin embargo se ha visto que con superconductores no convencionales (es decir, aquellos que no están explicados dentro de la teoría BCS, entre los que se incluyen los de alta temperatura) esta regularidad tiene muchas excepciones.

## Perspectiva histórica
Fue observado por primera vez por Emanuel Maxwell, e independientemente por Charles A. Reynolds y otros en marzo de 1950, y su explicación es uno de los logros de la teoría BCS.
Desde el punto de vista histórico tiene una importancia clave, pues fue la pista fundamental para que los físicos se dieran cuenta de que la superconductividad estaba relacionada con los fonones. Dicho de otra manera, la superconductividad no era un fenómeno meramente electrónico, sino que estaba relacionado con las vibraciones de la red, dado que estas vibraciones dependen a su vez de la masa atómica de los átomos que la constutiyen. Antes del descubrimiento de este efecto el origen de la superconductividad era mucho más oscuro, y se especulaba que podía estar relacionada con efectos de segundo orden, como el acoplamiento espín-órbita, el acoplamiento espín-espín o interacciones magnéticas, ya que todos ellos dependen de v2/c2 y son del orden de 10-8 eV. Sin embargo, si estos efectos fueran la causa principal, la temperatura crítica no dependería de la masa atómica de los átomos que forman la red.
Antes de la publicación de la teoría BCS, se propuso que el efecto isotópico no tenía por qué estar relacionado con las vibraciones de la red, ya que el decrecimiento de la temperatura crítica podría deberse a que al calentar la sustancia la agitación creciente de los átomos red podría romper el estado superconductor a una temperatura que dependiera de la masa. Sin embargo, Richard Feynman rechazó esta idea, puesto que la diferencia de energía interna entre el estado superconductor y el estado normal dependían de la masa atómica incluso en el cero absoluto (y no únicamente cuando se rompía el estado superconductor).

## El coeficiente isotópico
Para expresar el efecto isotópico se suele emplear el coeficiente isotópico:

{\displaystyle \alpha =-{\frac {M}{T_{c}}}{\frac {\Delta T_{c}}{\Delta M}}}

de forma que:

{\displaystyle T_{c}=kM^{-\alpha }\,.}

Por lo tanto, si se considera que la temperatura crítica depende de la inversa de la raíz cuadrada (como se comentó en la introducción), se está diciendo que {\displaystyle \alpha =1/2}, el cual es el valor experimental aproximado para la mayoría de los superconductores de tipo I. Sin embargo, en ciertos casos puede alcanzar valores tan elevados como 1.4 (para ciertos fulerenos) o tan bajos que llegan a ser negativos (caso del uranio, para el cual {\displaystyle \alpha =-2}).
En la siguiente tabla se presentan algunos valores de coeficientes isotópicos
| Sustancia                                              | Coeficiente isotópico α | Observaciones                         |
| ------------------------------------------------------ | ----------------------- | ------------------------------------- |
| Mercurio (Hg)                                          | 0.5 ± 0.03              |                                       |
| Talio (Tl)                                             | 0.5 ± 0.1               |                                       |
| Cadmio (Cd)                                            | 0.5 ± 0.1               |                                       |
| Molibdeno (Mo)                                         | 0.33 ± 0.05             |                                       |
| Osmio (Os)                                             | 0.21 ± 0.05             |                                       |
| Rutenio (Ru)                                           | 0.0                     |                                       |
| Circonio (Zr)                                          | 0.0                     |                                       |
| Uranio (U)                                             | -2                      |                                       |
| Diboruro de magnesio (MgB2)                            | 0.32, 0.30              | sustitución de isótopos del boro      |
| Hidruro de paladio (PdH o PdD)                         | -0.25                   | sustitución de hidrógeno por deuterio |
| Óxido de cobre, lantano y estroncio (La1.85Sr0.15CuO4) | 0.07                    | sustitución de 16O por 18O            |
| Óxido de cobre, lantano y estroncio (La1.89Sr0.11CuO4) | 0.75                    | sustitución de 16O por 18O            |
| Buckminsterfuleruro tripotásico (K3C60)                | 0.37 o 1.4              | sustitución de 12C por 13C            |